# Питрелли, Эл
Эл Питрелли (англ. Al Pitrelli; 26 ноября 1962, Нью-Йорк) — американский гитарист, известный своим участием в группах Trans-Siberian Orchestra, Megadeth, Savatage и Blue Öyster Cult.

## Ранняя карьера (1983—1995)
В начале 80-х Эл Питрелли обучался в Музыкальном колледже Беркли в Бостоне. Он работал сессионным музыкантом и давал уроки игры на гитаре. Его первым крупным концертом после окончания учёбы было выступление с Майклом Болтоном в поддержку его сингла Fool's Game. Питрелли говорил об этом сингле: «Это было, когда Майкл Болтон был похож еще на Сэмми Хагара, нежели на Энгельберта Хампердинка».
Эл был гитаристом и музыкальным директором Элис Купера с 1989-го по 1993 годы, а также записал с группой Asia два альбома — Aqua (1992) и Aria (1994).

## Savatage (1995—2000)
Питрелли присоединился к Savatage в 1995 году одновременно с возвращением в группу Криса Кэффри. Он играл на гитаре в альбомах Dead Winter Dead и The Wake of Magellan, а также записал некоторые гитарные партии (находясь уже в составе Megadeth) для альбома Poets and Madmen (outro к Stay With Me A While, соло в Morphine Child и The Rumor, начальная часть соло и outro к Commissar).
Он был приглашен Полом О’Ниллом (продюсером Savatage) в состав создающегося сайд-проекта Trans-Siberian Orchestra, в композиции которой он внес свой оригинальный стиль игры. Эл находится в составе группы и по сей день.

## Megadeth (2000—2002)
Питрелли вступил в состав треш-метал-группы Megadeth, заменив Марти Фридмена. Дэйв Мастейн пригласил его в группу после хвалебных отзывов Джимми Деграссо, который знал Эла по работе с Элис Купером в начале 90-х.
Музыкант присоединился к группе только после «прослушивания» перед толпой в Ванкувере 16 января 2000 года. Два дня спустя Фридмен отыграл свой последний концерт в составе Megadeth.
Он записал с группой концертный альбом Rude Awakening и студийный The World Needs a Hero.
После распада Megadeth (из-за травмы руки Мастейна) Питрелли вернулся в Savatage 9 апреля 2002 года и продолжил работу с Trans-Siberian Orchestra.

## Последующая карьера (2002-настоящее время)
Эл организовал со своей второй женой Джейн Мангини проект O'2L, гастролировавший совместно с Trans-Siberian Orchestra.
Музыкант также участвовал в группах Danger Danger, Asia, Blue Öyster Cult, Vertex и Widowmaker.
В 1998 году он участвовал в записи саундтрека к игре Sonic Adventure.
В настоящее время Питрелли проживает в Милфорде, штат Пенсильвания со своей женой и сыном Джэйми, играющим на бас-гитаре.